# Dayton (Virgínia)
Dayton és una població dels Estats Units a l'estat de Virgínia. Segons el cens del 2000 tenia 1.344 habitants.

## Demografia
Segons el cens del 2000, Dayton tenia 1.344 habitants, 542 habitatges, i 383 famílies. La densitat de població era de 640,6 habitants per km².
Dels 542 habitatges en un 31,5% hi vivien nens de menys de 18 anys, en un 57,6% hi vivien parelles casades, en un 7,7% dones solteres, i en un 29,2% no eren unitats familiars. En el 24,9% dels habitatges hi vivien persones soles el 9,8% de les quals corresponia a persones de 65 anys o més que vivien soles. El nombre mitjà de persones vivint en cada habitatge era de 2,48 i el nombre mitjà de persones que vivien en cada família era de 2,97.
Per edats la població es repartia de la següent manera: un 24,1% tenia menys de 18 anys, un 6,8% entre 18 i 24, un 33,6% entre 25 i 44, un 19,9% de 45 a 60 i un 15,6% 65 anys o més.
L'edat mediana era de 37 anys. Per cada 100 dones de 18 o més anys hi havia 96,5 homes.
La renda mediana per habitatge era de 35.958 $ i la renda mediana per família de 44.732 $. Els homes tenien una renda mediana de 30.109 $ mentre que les dones 23.906 $. La renda per capita de la població era de 17.600 $. Entorn del 3,5% de les famílies i el 8,1% de la població estaven per davall del llindar de pobresa.

## Poblacions més properes
El següent diagrama mostra les poblacions més properes.